# Грбови Русије кроз историју
Грбови Русије кроз историју обухвата хералдичку историју руске државе од њеног стварања до данас.

## Симболи Московске кнежевине
Грбови Московске кнежевине су хералдички симболи ове руске државе обухваћени периодом од 1263. до 1478. године.
- Печат  
 Александра Невског 
 (после 1236)
- Монета  
 Василија Слепог 
 (средина XV века)
- Печат Ивана III 
 (средина XV века)
- Симбол Палеолога
- Грб  
 Максимилијана I Немачког
- Симбол на кованици 
 тверског кнеза 
 (из 1470)
- Печат Ивана III 
 (из 1472)

## Грб Руског царства
Грб Руског царства је био један од главник званичних државних симбола некадашњег Руског царства. Грб се први пут појављује око 1492. године, али се као грб Руског царства користи у времену његовог постојања од 1547. до 1721. године.
- Печат Ивана Грозног 
 (из 1539)
- Грб Руског царства 
 (из 1577)
- Грб Руског царства 
 (из 1582)
- Грб Руског царства 
 (из 1589)
- Грб Руског царства 
 (из 1599)
- Грб Руског царства 
 (из 1604)
- Грб Руског царства 
 (из 1605)
- Грб Руског царства 
 (из 1645)
- Грб Руског царства 
 (из 1667)
- Грб Руског царства 
 (из 1667.-друга верзија)
- Грб Руског царства 
 (из 1699)
- Грб Руског царства 
 (XVII вијек)

## Грб Руске Империје
Држава са именом Руска Империја је успостављена 2. новембра 1721. године, а њен званични грб је дефинитивно описан 3. новембра 1882. године, што се сматра датумом његовог коначног дефинисања.
- Грб Павла I 
 (из 1799)
- Грб Руске Империје 
 (из 1800)
- Грб Руске Империје 
 (из 1825)
- Грб Руске Империје 
 (из 1857—1882)
- Грб Руске Империје 
 (из 1882)
- Велики грб Империје 
 (из 1882)
- Основни грб Империје 
 (фин.верз. из 1883)

Државни амблем Руске Империје (рус. Герб Российской Империи) се састојао од златног штита на коме је црни двоглави орао са две царске круне над главама, над којима је трећа иста таква царска круна али увећана, са две траке Реда Светог Андреја. Двоглави орао у канџама држи златни скиптар и златни глобус са крстом. На грудима орла је мали штит са грбом Москве на коме је приказан Свети Георгије на коњу како убија аждају.
Приказани Велики државни амблем Руске Империје (рус. Большой государственный герб Российской Империи) је усвојен 1882, замењујући претходну верзију из 1857. године. Цар Александар III је прво одобрио прву верзију од 24. јула, која је, уз мање измене, и званично усвојена 3. новембра.

## Симболи Руске републике
- Грб Руске републике 
 (из 1917)
- Печат Руске републике 
 (из 1917)
- Грб Руске државе 
 (из 1918—1920)

## Симболи РСФСР
Грб Руске СФСР био је један од главник званичних хералдичких симбола Руске Совјетске Федеративне Социјалистичке Републике (скраћено РСФСР).
Грб је усвојен 10. јула 1918. године, од стране владе ове совјетске републике. Неколико пута, грб је био незнатно измењен, али је основни дизајн био задржан.
- Грб РСФСР 
 (из 1918–1920)
- Грб РСФСР 
 (из 1920–1978)
- Грб РСФСР 
 (из 1978–1993)

## Грб Руске Федерације
Грб Руске Федерације је званични хералдички симбол Руске Федерације.
Грб је направљен по узору на грб старог Руског царства, а поново је уведен након пада Совјетског Савеза, 1991. године.
- Други предложени грб 
 (из 1991)
- Грб Руске Федерације 
 (из 1993)
- Грб Руске Федерације  
 (без штита)